# Vajda Tibor
Vajda Tibor, későbbi angolosított nevén Tibor Timothy Vajda (Budapest, 1924. január 26. – 2010) ÁVH-s százados, később őrnagy.

## Életrajza

### 1945-ig
Polgári zsidó családban született. Apja, Vajda Márton fogtechnikus, anyja, Messinger Gizella. Apját 1943-ban munkaszolgálatra hurcolták, s a következő évben, Sopron környékén életét vesztette. Vajda Tibor a reálgimnázium négy osztályát a budapesti Kölcsey Ferenc Gimnáziumban végezte, majd 1939 és 1941 között apja Lovag utcai fogtechnikus műhelyében volt inas. 1939 nyarán két hónapot Olaszországban töltött. 1941-ben megpróbált a Szovjetunióba szökni, de Debrecenben elfogták, s végül csak szülei közbenjárására került szabadlábra. 1942-től fogtechnikus segéd lett, mestervizsgáját azonban csak a második világháború végeztével tette le.
Közben, 1944. május 15-től munkaszolgálatos volt – az ÁVH számára készült, 1952-es önéletrajza szerint – október 8-ig, amikor is megszökött Füleken dolgozó századától. Az ezt követő hónapokat hamis papírokkal, illegalitásban töltötte. (Ellentmondásoktól hemzsegő önéletrajzai és visszaemlékezései szerint 1944 november–decemberében azonosíthatatlan szökevénytársaival több partizánakciót követett el a főváros területén, illetve más üldözötteket mentett hamis papírokkal.)

### 1945-től 1956-ig
1945 elején a Fogász Szakszervezet Intéző Bizottságának tagjává választották, mint fogtechnikust; február végén az SZDP, majd még ugyanezen év júliusában pedig a Magyar Kommunista Párt soraiba lépett. (Tavasszal szovjet katonák kíséretében – hivatalosan a Fogász Szakszervezet küldöttjeként, s fogászati anyagok beszerzése céljából – Bécsben járt.)
1945 decemberétől az MKP VI/18. körzetének titkára lett, majd a következő év márciusától, egészen 1947 végéig a Fogász Szakszervezet főtitkárhelyetteseként tevékenykedett.
Mindeközben, 1946. május 18-án – az MKP VI. kerületi káderosztályának javaslatára – az Államvédelmi Hatósághoz került, ahol eleinte oktatási titkár, majd párt-alapszervezeti vezetőségi tag, illetve a szervezeten belüli egyéni tanulás felelőse volt. 1946-ban megnősült, neje, Bán (Blau) Éva 1948-tól hadnagyi rangban ugyancsak az államvédelmi hatóságnál dolgozott.
1946/47-ben elvégezte a munkás akadémia filozófia szakát. Az 1949-es év során kihallgatója volt – többek között – Rajk László korábbi belügyminiszternek, Pálffy György honvédelmi miniszter-helyettesnek, Németh Dezső moszkvai attasénak, Korondy Béla belügyminisztériumi rendőr ezredesnek, valamint Szebenyi Endre belügyminisztériumi államtitkárnak. (A jelen felsorolásban szereplő személyeket utóbb kivétel nélkül mind kivégezték.)
Mindazok az ÁVH-s tisztek, akik részt vettek Rajk László és társai koncepciós perének előkészítésében (pl. Bauer Miklós, Faludi Ervin, Janikovszky Béla, Pál Ákos, Princz Gyula, Szendi György, Szücs Ernő), az elítéltek kivégzésének napján, 1949. október 15-én magas állami kitüntetésekben részesültek. Vajda Tibor ekkor az 1922-ben alapított Magyar Érdemrend kiskeresztjét kapta meg.
1949/50-ben a moszkvai Dzserzsinszkij-akadémián tanult. 1950 októberi hazatérését követően századosból őrnaggyá léptették elő, s ettől kezdve osztályvezetőként és főosztályvezető-helyettesként tevékenykedett. Őrnagyként a Vizsgálati Főosztály helyettes vezetője, illetve a Fő utca-Gyorskocsi utcai épületében lévő VI/1. Vizsgálati osztály vezetője volt. 1951-ben a budapesti „Dzserzsinzkij” Tiszti Iskolán a „Vizsgálati terv” és az „Őrizetesek kihallgatása”címmel tartott előadásokat.
Mint később kiderült, 1951-52-ben az őrizetbe vett személyek házkutatási anyagából több alkalommal különböző értékeket tulajdonított el (pl.: készpénzt, festményeket, karórákat, fényképezőgépeket, stb.).
1952 júliusában részese volt a jugoszláv állampolgárságú Burgiasov Gyuro őrizetes vallatás során történt agyonverésének. 1954. január 15-i Katonai Főtörvényszék HB IX. 00365/53. elsőfokú ítéletében elhangzott „Saját céljára elvett és felhasznált, három részletben összesen 900 Ft-t, 1 db Agfakarát gyártmányú fényképezőgépet, 1 drb. Helvécia gyártmányú karórát, 1 drb. Olivetti gyártmányú táskaírógépet, 3 drb. aktatáskát, 1 drb. bőröndöt, 1 drb. nylon asztali terítőt, 1 drb. inget, 1 drb. festményt.”
Cionista szervezkedés vádjával 1953 végén letartóztatták, de bíróság elé végül népellenes bűntett, halált okozó testi sértés, okirat hamisítás és hamis tanúzásra való rábírás vádjaival került. December 24-én első fokon, majd 1954. január 15-én másodfokon is hat évre elítélte a Katonai Bíróság. 1956. október 1-jén kegyelemmel szabadult, majd november 1-jén Bécsbe távozott, ahová rövidesen felesége és két gyermeke is követte. A család 1957. január 17-én Bécsből Genovába távozott.

### Az emigrációban
Vajda Tibor valószínűleg magyar szabadságharcosként végül Ausztráliában kapott menedékjogot, ahol a hatvanas évek végétől – bár orvosi diplomát soha nem szerzett – fogorvosként praktizált. Kérésére 1969 áprilisában a magyar belügyminisztériumtól látogatóvízumot kapott, melynek birtokában ettől kezdve rendszeresen járt Magyarországra. Rövidesen tiszteletbeli tagja lett a Magyar Fogorvosok Tudományos Egyesületének, a Fogorvosok Nemzetközi Egyesületének 1974-es New York-i közgyűlésén pedig aranyéremmel tüntették ki.
Bár diploma nélkül praktizált, haláláig jómódban élt volna Sydney-ben, ha 1993. január 26-án – Ausztrália legnagyobb ünnepén – fel nem ismeri benne Bárdy Magda az egykori vallatótisztjét. A zsidó származású, korábban Auschwitzot megjárt Bárdy Magdát – ekkor még Somogyi Istvánnét – és férjét 1951. március 7-én koholt vádakkal letartóztatták. A házaspár kihallgató tisztje – bár ezt mindvégig tagadta – Vajda Tibor volt.
Az asszony Kistarcsáról két és fél év után szabadult, férje azonban soha nem került haza. Haláláról ellentmondásos iratok készültek, hivatalosan tuberkulózisban halt meg, egy részletes orvosi jegyzőkönyv azonban azt valószínűsíti, hogy a brutális bánásmód, illetőleg a kihallgatások alatt elszenvedett verések folytán vesztette életét.
Bárdy Magda 1958-tól Ausztráliában élt, és évtizedekig szívós igyekezettel próbálta kinyomozni első férje halálának valós körülményeit. Az asszony 1993-ban Kubinyi Ferenc történésztől értesült róla, hogy a néhai férje internálását elrendelő Vajda Tibor vele azonos városban él.
A Sydney-i városi telefonkönyvből szerzett cím alapján, Bárdy Magda és második férje, Bárdy Tamás 1993. január 26-án – az álfogorvos születésnapján – felkereste Vajda Tibort, akiben az asszony felismerte egykori kínzóját. Vajda az első pillanattól tagadta, hogy valaha is az ÁVH tagja lett volna, annak ellenére is, hogy a Bárdy Magda birtokában levő véghatározaton olvasható aláírást írásszakértők a sajátjaként azonosították. Miután a helyi média felkapta a témát, az akkor már köztiszteletben álló „fogorvos” pert indított az asszony ellen becsületsértés vádjával, melyet azonban kilenc év után elvesztett. Az ausztrál írott- és elektronikus sajtóban történt leleplezését követően nevét végül törölték az Új-Dél-Wales-i fogorvosok hivatalos névsorából.
Az Ausztráliában lefolytatott becsületsértési per során Császár Józsefné, a magyar belügyminisztérium – ugyancsak államvédelmi hatósági múlttal rendelkező – főosztályvezetője, Vajda Tibor számára olyan igazolást állított ki, mely szerint: „az ÁVH Vizsgálati Főosztályán a kérdéses időszakban 1950–52 között nem volt megengedett a gyanúsítottak bántalmazása. Vajda Tibor osztályvezetőként kifejezetten tiltotta ezt.”
A per során Magyarországon Vajdát az Eörsi és Társa ügyvédi iroda részéről, Bihary Tibor ügyvéd képviselte. (Ezen ügyvédi iroda munkatársa volt dr. Bauer Miklós, azaz „Körmös” Bauer, az egyik leghírhedtebb egykori ÁVH-s tiszt is.)
Berki Mihály hadtörténész kutatásai alapján a Belügyminisztérium Politikai Osztálya és ennek utódja, az Államvédelmi Hatóság – koholt vádak alapján – 1946–53 között körülbelül hatszáz személyt (!) végeztetett ki, illetve ugyancsak megközelítőleg hatszáz őrizetes halt bele a kihallgatások során elszenvedett kínzásokba. Vajda Tibor brutalitása, durva vallató stílusa sok embernek okozott fájdalmat és megaláztatást.
„A köztársaság kikiáltását (1989. október 23.) és a rendszerváltozást követő három semmisségi törvény alapján Vajda Tibor nem rehabilitálható bűncselekményei nem tartoznak az 1990. évi XXVI. törvény hatálya alá.”

## Művei
- Hope dies last. A story of survival in fascist Hungary; Scribe, Melbourne, 2000
- In the whirlwind of history. Struggle on and keep the faith; iUniverse, New York–Lincoln–Shanghai, 2003
- Countess Megan of Bondi. A true blue Australian countess; iUniverse, New York–Lincoln–Shanghai, 2005
- The end of the world. Summer solstice; iUniverse, s.l., 2008
- Strange lives. Australia, Tahiti, Brazil, Italy; AuthorHouse, Milton Keynes, 2011
- Adventures around the world; iUniverse, Bloomington, 2011